# Pteris similis
Pteris similis är en kantbräkenväxtart som beskrevs av Oskar Kuhn. Pteris similis ingår i släktet Pteris och familjen Pteridaceae. Inga underarter finns listade.